# Powell Street (BART)
Powell Street is een van de vier ondergrondse stations onder Market Street in de Amerikaanse stad San Francisco (Californië). Het wordt zowel door de metrotreinen van BART als door Muni Metro, de premetro van SF Muni, bediend. Op 7 april 2007 werd lijn T van de Muni-metro geopend, deze lijn wordt gecombineerd met lijn K gereden door de tunnel onder de Market Street. Als de eigen tunnel van lijn T gereed is zal Powell Street het overstappunt worden tussen die tunnel en de lijnen onder Market Street. Net als de andere stations onder Market Street kent het station drie lagen. Direct onder de straat ligt de verdeelhal, op niveau -2 ligt het perron van de Muni-metro die op 18 februari 1980 werd geopend. Het perron van BART ligt op niveau -3 en werd op 5 november 1973 in gebruik genomen.